# Mzilikazi
Mzilikazi ("blodvejen" eller "den store vej" ca. 1790–9. september 1868) var en sydafrikansk konge som grundlagde matabelekongedømmet i det område, som nu er Zimbabwe. Han var søn af Matshobana og blev født nær Mkuze i Zululand (nu del af Sydafrika) og døde ved Ingama i Matabeleland (nær Bulawayo, Zimbabwe). Mange regner ham som den største sydafrikanske militærleder efter zulukongen Shaka.
Han førte sin stamme, khumalo, på en 800 km lang rejse fra Zululand til det, som nu er Zimbabwe. På vejen viste han betydelige statsmandsevner, da han samlede sit eget folk og de mange stammer han erobrede, til et stort,  etnisk rigt og centraliseret kongedømme.
Han var oprindelig en af Shakas løjtnanter, men i 1823 gjorde han oprør. Frem for at møde rituel henrettelse, flygtede han sammen med sin stamme. Han rejste først til Mozambique og i 1826 ind i Transvaal på grund af fortsatte angreb fra sine fjender.
Fortsatte angreb fik ham først til at flytte til dagens Botswana og i 1837 til det, som nu er Zambia Han klarede ikke at erobre den indfødte kololo–nation der og rejste til det, som blev kendt som Matabeleland (i dagens Zimbabwe) og slog sig ned der i 1840.
Efter hans ankomst organiserede han sine tilhængere i et militærsystem med regiment–kraaler som kong Shakas, som blev stærke nok til at afvise boernes angreb i 1847–1851 og tvinge den Sydfrikanske Republiks regering til at underskrive en fredsaftale med ham i 1852.
Mzilikazi var generelt venlig over for europæisk rejsende, førte opdagelsen af guld i Matabeleland i 1867 til en flom af bosættere, som han ikke kunne kontrollere, og som førte til kongedømmets endelige nederlag under hans efterfølger Lobengula.